# Istota biała
Istota biała, substancja biała (łac. substantia alba) – jeden z dwóch (obok istoty szarej) podstawowych składników ośrodkowego układu nerwowego. Są to dobrze unaczynione skupiska wypustek neuronów (dendrytów i aksonów), których ciała znajdują się w istocie szarej. Wypustki te otacza zazwyczaj osłonka mielinowa, która jest błoną komórkową oligodendrocytu. Podstawowym składnikiem błony są fosfolipidy (pochodne tłuszczów), z tego względu substancja biała ma kolor biały.
Tkanka ta leży pod korą mózgu i tworzy różne szlaki łączące poszczególne obszary kory oraz obszary pozakorowe (np. drogi korowo-rdzeniowe czy korowo-jądrowe). Również ciało modzelowate (tzw. spoidło wielkie) jest częścią istoty białej.
Odwrotne położenie istoty białej występuje w rdzeniu przedłużonym i rdzeniu kręgowym. Tu znajduje się ona dookoła centralnie położonej istoty szarej.
Istota biała odgrywa rolę w uczeniu się: osoby zawodowo grające na pianinie mają lepiej rozwiniętą istotę białą; jej rozwinięcie koreluje też z IQ u osób w wieku 5–18 lat. Niedobory istoty białej występują w wielu chorobach, m.in. w stwardnieniu rozsianym, porażeniu mózgowym, schizofrenii.